# Escut de la Sénia

Escut oficial de la Sénia

L'escut oficial de la Sénia té el següent blasonament:
Escut caironat: de sinople, una sénia d'argent. Per timbre una corona mural de vila.

## Història
Va ser aprovat el 26 d'octubre de 1987 i modificat el 24 de desembre del 2003.
La sénia és l'element tradicional de l'escut de la vila, i és un senyal parlant relatiu al nom de la localitat.
El primer cop que es va aprovar l'escut de la vila, es va blasonar amb el camper d'atzur, quan el que li corresponia era el tradicional de sinople, tal com es va corregir anys més tard.